# Буковинський журнал
«Буковинський журнал»[ISSN відсутній] — літературно-мистецький, громадсько-політичний, науково-освітній часопис, заснований 1991 року у Чернівцях Чернівецьким національним університетом імені Ю. Федьковича, обласною організацією Всеукраїнського товариства «Просвіта» імені Т. Шевченка, обласним відділенням Фонду культури України та управлінням з питань інформаційної політики та преси облдержадміністрації.
Журнал виходить раз на квартал накладом від 1000 до 5000 примірників обсягом 13-17 умовних аркушів, розповсюджується в Україні та за її межами. На сторінках видання вперше було опубліковано твори «Апостол черні» Ольги Кобилянської, антимосквофільську статтю «Щоби не було запізно» Юрія Федьковича, автографи невідомих віршів Олега Ольжича, повість «Манюня» Миколи Вінграновського, мемуари громадських і політичних діячів Буковини Омеляна Поповича, Теодота Галіпа. Тут друкувалися статті, листи, спогади про композитора Володимира Івасюка, актора Івана Миколайчука, співака Назарія Яремчука. Широко представлено сучасний літературний процес, історичний, політологічний та перекладацький розділи. Часопис знайомить з мистецькими набутками художників, творами молодих літераторів, літературознавчими та краєзнавчими працями, бібліографією.
Головний редактор: член Національної спілки письменників України Мирослав Лазарук. Адреса редакції: м. Чернівці, вул. Ончула, 4.